# Раскин, Дмитрий Леонидович
Дми́трий Леони́дович Ра́скин (укр. Дми́тро Леоні́дович Ра́скін; род. 9 января 1995, Одесса, Украина) — украинский и израильский дзюдоист, член национальной сборной Украины по дзюдо с 2009 по 2019 год.

## Спортивные достижения
- Член национальной сборной Украины (2009—2019)
- Победитель и призёр чемпионатов Украины
- Чемпион Израиля (2017)
- Победитель и призёр Кубков Европы, открытых турниров среди кадетов, юниоры и взрослых
- Бронзовый призёр чемпионата Европы среди юниоров[англ.] (2014, Бухарест)[1]
- Победитель Кубка Европы до 21 года в Праге (2014)
- Бронзовый призёр командного чемпионата мира среди юниоров[2]

## Образование
Получил степень магистра в Национальном университете «Одесская юридическая академия» в 2015 году по специальности «международная юриспруденция», а также степень бакалавра в Южноукраинском национальном педагогическом университете в 2020 году по специальности «тренер по дзюдо, спортивный маркетинг». В этому же вузе с 2020 года занимается написанием докторской диссертации в сфере спортивных наук.